# 黑龙口镇
黑龙口镇，是中华人民共和国陕西省商洛市商州区一个已撤销的乡级行政区，2015年，陕西省民政厅批复同意撤销黑龙口镇，将其所辖行政区域划归牧护关镇。